# دی‌ال۱۹۶۱
دی‌ال۱۹۶۱ (انگلیسی: DL1961) شرکت پوشاک آمریکایی است، که در سال ۲۰۰۸ تأسیس شد.